# Ясик Денис Ігорович
Ясик Денис Ігорович (нар. 10 серпня 1978, Лутугине, Луганська область) — російський кіно- та телеактор.

## Вибрана фільмографія

### Кіно
| Рік  | Фільм                            | Оригінальна назва                     | Роль       |
| ---- | -------------------------------- | ------------------------------------- | ---------- |
| 2000 | ДМБ                              | рос. ДМБ                              | призовник  |
| 2009 | Віддамся в хороші руки           | рос. Отдамся в хорошие руки           | міліціонер |
| 2011 | All inclusive, або Все включено! | рос. All inclusive, или Всё включено! | чоловік    |
| 2013 | F63.9 Хвороба кохання            |                                       | асистент   |

### Телебачення
| Рік початку участі | Рік закінчення участі | Серіал                | Оригінальна назва          | Роль     | Кількість серій |
| ------------------ | --------------------- | --------------------- | -------------------------- | -------- | --------------- |
| 2006               |                       | Російський переклад   | рос. Русский перевод       | Бубєнцов |                 |
| 2008               |                       | Солдати. Новий призов | рос. Солдаты. Новый призыв | Яков     |                 |